# Manuel Geier
Manuel Geier (* 8. Jänner 1988 in Judenburg) ist ein österreichischer Eishockeyspieler, der zwischen 2008 und 2022 ununterbrochen beim EC KAC in der Österreichischen Eishockey-Liga aktiv war.

## Karriere

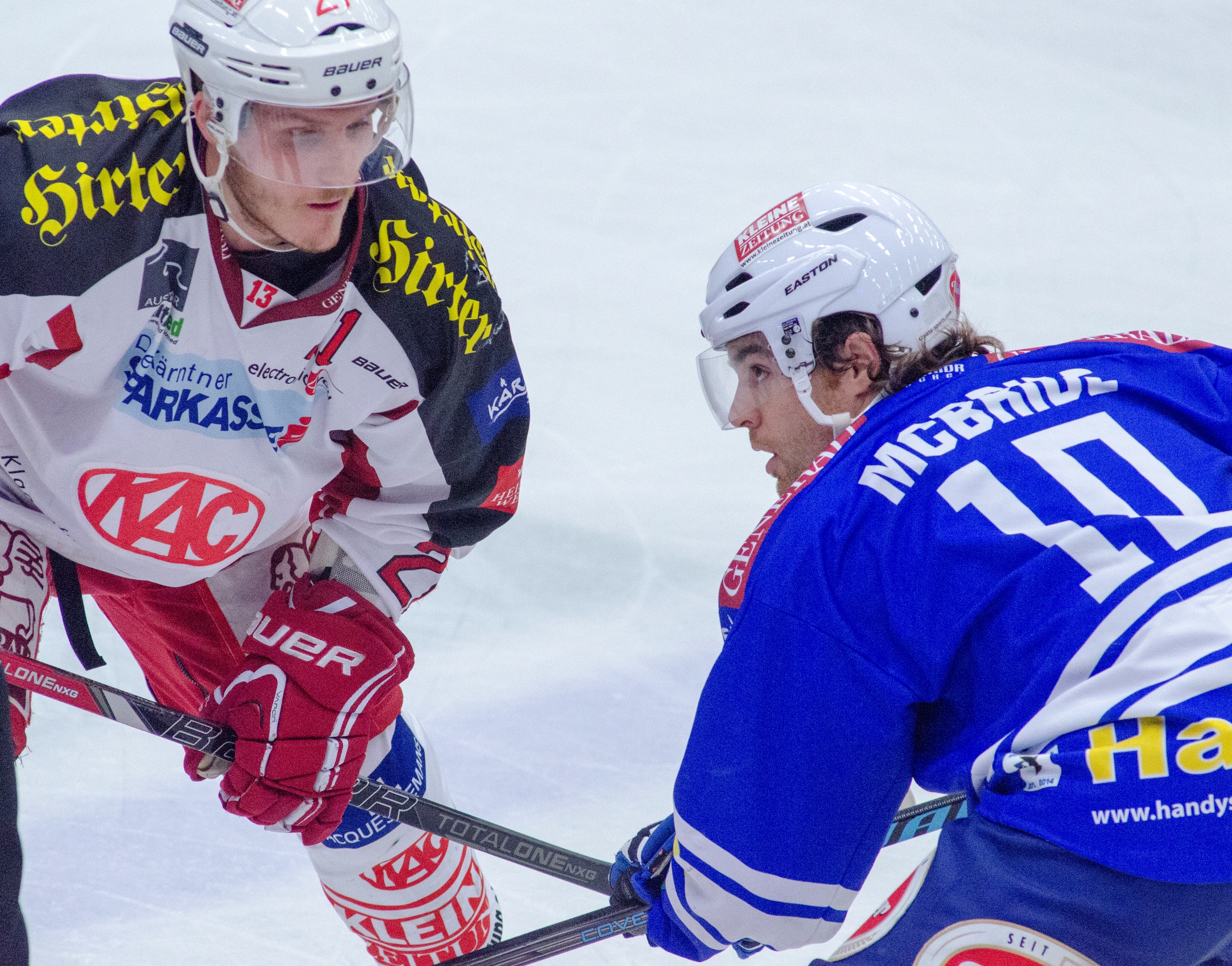
Manuel Geier (links) beim Bully gegen Brock McBride

Manuel Geier begann seine Karriere in den Nachwuchsmannschaften des ehemaligen Nationalliga-Teams EV Zeltweg und debütierte in der Saison 2003/04 in der Kampfmannschaft. Ein Jahr später hatte er bereits einen Stammplatz im Kader. Während der Saison wurde der Bundesliga-Club EC KAC auf ihn und seinen Zwillingsbruder Stefan aufmerksam und nahm die beiden Spieler unter Vertrag.
Für die Spielzeit 2007/08 wurden die Brüder an den schwedischen Drittligisten IFK Arboga IK verliehen, wo die beiden die volle Saison absolvierten und mit guten Statistiken beenden konnten. Im Sommer 2008 kehrten die Brüder zum EC KAC zurück und bildeten in der Folge zusammen mit David Schuller als Center eine schnelle und spielerisch gute Angriffslinie. In dieser Saison gelang der Mannschaft auch aufgrund der großen Kadertiefe der Gewinn des Meistertitels. Nach zwei Vizemeisterschaften 2011 und 2012 konnte Geier mit den Klagenfurtern 2013 erneut den österreichischen Meistertitel erringen. In jeder Saison konnte er seinen Punktestand steigern. Hatte er 2013/14 noch 25 Punkte erreicht, waren es 2014/15 schon 35 und 2015/16 als Alternate Captain bereits 58.
Als Teamkapitän des KAC startete er in die Saison 2016/17, wurde aber im ersten Spiel gegen Fehérvár AV19 vom Verteidiger David Makowski niedergeschlagen und an der Schulter verletzt, weshalb er für mehrere Wochen ausfiel.
Weitere Meistertitel folgten 2019 und 2021. Nach der Saison 2021/22 beendeten die Zwillinge Geier ihre Profi-Karriere und spielten anschließend auf Amateurebene für den EV Zeltweg. Seit 2023 betreiben die Brüder gemeinsam ein Handwerksbetrieb.

### International
Im Juniorenbereich nahm Geier mit der österreichischen Auswahl an den U18-Weltmeisterschaften der Division I 2005 und 2006 sowie den U20-Weltmeisterschaften der Division I 2007 und 2008 teil.
Sein Debüt in der Herren-Nationalmannschaft gab Geier am 5. November 2009 bei der 2:4-Niederlage im Freundschaftsspiel gegen Belarus in Babrujsk. 2012 und 2014 nahm der Stürmer mit dem Team aus dem Alpenland jeweils an den Weltmeisterschaften der Division I teil. Bei beiden Turnieren gelang der Aufstieg in die Top-Division. 2015 spielte er mit den Alpenländlern dann erstmals in der Top-Division, musste aber den sofortigen Wiederabstieg hinnehmen, so dass er bei der 2016 erneut in der Division I spielte.

## Erfolge und Auszeichnungen
- 2009 Österreichischer Meister mit dem EC KAC
- 2012 Aufstieg in die Top-Division bei der Weltmeisterschaft der Division I, Gruppe A
- 2013 Österreichischer Meister mit dem EC KAC
- 2014 Aufstieg in die Top-Division bei der Weltmeisterschaft der Division I, Fruppe A
- 2019 Österreichischer Meister mit dem EC KAC
- 2021 Österreichischer Meister mit dem EC KAC

## Karrierestatistik
(Legende zur Spielerstatistik: Sp oder GP = absolvierte Spiele; T oder G = erzielte Tore; V oder A = erzielte Assists; Pkt oder Pts = erzielte Scorerpunkte; SM oder PIM = erhaltene Strafminuten; +/− = Plus/Minus-Bilanz; PP = erzielte Überzahltore; SH = erzielte Unterzahltore; GW = erzielte Siegtore; 1 Play-downs/Relegation; Kursiv: Statistik nicht vollständig)

### International
(Legende zur Spielerstatistik: Sp oder GP = absolvierte Spiele; T oder G = erzielte Tore; V oder A = erzielte Assists; Pkt oder Pts = erzielte Scorerpunkte; SM oder PIM = erhaltene Strafminuten; +/− = Plus/Minus-Bilanz; PP = erzielte Überzahltore; SH = erzielte Unterzahltore; GW = erzielte Siegtore; 1 Play-downs/Relegation; Kursiv: Statistik nicht vollständig)